# Mario Merola
Mario Merola (Nápoles, 6 de abril de 1934 - Castellammare di Stabia, 12 de noviembre de 2006) fue un cantante y actor italiano. Uno de los principales exponentes de la canción y de la sceneggiata napolitana.

## Biografía
Mario Merola nació en Nápoles en el distrito de San Erasmo en 6 de abril de 1934. Él era el hijo de un zapatero y cuando era joven trabajó como estibador en el puerto. En 1964 participa por primera vez en el Festival de la canción napolitana. A este evento se presentará en diez ocasiones hasta el 1970.
En el curso de su carrera se dedica a la nueva sceneggiata napolitana. Fue un gran intérprete de sceneggiate. Actuó en varias películas, siempre representándose a sí mismo: Zappatore (1980), Carcerato (1981), Lacrime Napulitane (1981), Sgarro alla camorra (1973), Torna (1984), Giuramento (1982), Tradimento (1982).
En los años 70 fue recibido en la Casa Blanca como representante de la canción clásica napolitana y cantó durante una hora. El 1994 participa por primera vez en el Festival de la Canción Italiana de Sanremo con la canción Una Vecchia Canzone Italiana cantando con Nilla Pizzi, Wess, Jimmy Fontana, Giuseppe Cionfoli, Wilma Goich, Gianni Nazzaro, Tony Santagata, Manuela Villa, Rosanna Fratello y Lando Fiorini, formando el grupo Squadra Italia.
El 26 de noviembre de 2005 recibe el nombramiento de Cavaliere dell’Orden de Malta. Murió el 12 de noviembre de 2006 a los 72 años, a consecuencia de un ataque al corazón.

## Festival de Nápoles
- 1964
  - Doce e' 'o silenzio (Acampora - Martingano) con Elsa Quarta, 12.º Festival de la Canción Napolitana - non finalista

- 1965
  - T'aspetto a Maggio (Dura - Scuotto - Esposito) con Achille Togliani, 13° Festival de la Canción Napolitana - 7.º posto
  - Tu stasera si pusilleco (Amato - E. Buonafede) con Enzo Del Forno, 13° Festival de la Canción Napolitana - non finalista

- 1966
  - Ciento catene (Chiarazzo - Ruocco) con Maria Paris, 14.° Festival de la Canción Napolitana - 5° posto
  - Femmene e Tamorre (E. Bonagura - Lumini) con Daisy Lumini, 14.° Festival de la Canción Napolitana - non finalista

- 1967
  - Allegretto ma non troppo (De Crescenzo - D'Annibale) con Mario Abbate, 15° Festival de la Canción Napolitana - 6° posto
  - Freve 'e gelusia (Chiarazzo - Pelligiano) con Maria Paris, 15° Festival de la Canción Napolitana - 9° posto

- 1968
  - Cchiu' forte 'e me (U. Martucci - Colosimo - Landi) con Ben Venuti, 16° Festival de la Canción Napolitana - non finalista
  - Comm'a nu sciummo (Barrucci - Gregoretti - C. Esposito) con Mario Trevi, 16° Festival de la Canción Napolitana - non finalista

- 1969
  - 'O Masto (Pelliggiani - Mammone - De Caro - Petrucci) con Antonio Buonomo, 16° Festival de la Canción Napolitana - 5° posto
  - Abbracciame (Romeo - Dura - Troia) con Giulietta Sacco, 17° Festival de la Canción Napolitana - 7° posto
  - Ciento Appuntamente (Langella - Falsetti) con Luciano Rondinella, 17° Festival de la Canción Napolitana - 13° posto

- 1970
  - Chitarra Rossa (Russo - V. - S. Mazzocco) con Mirna Doris, 18° Festival de la Canción Napolitana - 4° posto
  - 'Nnammurato 'e te! (Fiorini - Schiano) con Luciano Rondinella, 18° Festival de la Canción Napolitana - 5° posto
  - 'O guastafeste (Moxedano - Colucci - Sorrentino - Cofra) con Luciano Rondinella, 18° Festival de la Canción Napolitana - 11° posto

- 1971
  - Doveva presentare Stella Nera (Russo - Genta) con Luciano Rondinella, 19° Festival de la Canción Napolitana - trasmissione sospesa per motivi organizzativi

- 2001
  - L'Urdemo Emigrante (V. Campagnoli - G. Campagnoli - M. Guida - G. Quirito) con Francesco Merola, 24° Festival de la Canción Napolitana - 1° Posto/Vincitore

## Festival de Sanremo
- 1994
  - Una Vecchia Canzone Italiana (Stefano Jurgens - Marcello Marrocchi) Squadra Italia con Nilla Pizzi, Manuela Villa, Jimmy Fontana, Gianni Nazzaro, Wilma Goich, Wess, Giuseppe Cionfoli, Tony Santagata, Lando Fiorini y Rosanna Fratello, 44° Festival de la Canción Italiana - 19° posto

## Discografía

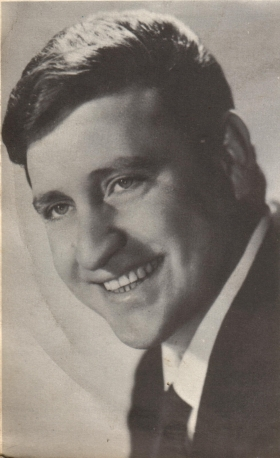
Mario Merola (1963)

### 33 rpm
- 1967 - Mario Merola (Zeus, BE 0014)
- 1967 - Mario Merola (Zeus, BE 0015)
- 1967 - Mario Merola (Zeus, BE 0016)
- 1970 - 6 sceneggiate cantate da Mario Merola (Zeus, TM 55460)
- 1972 - Cumpagne ‘e cella, Mario Trevi - Mario Merola (West records, WLP 104)
- 1972 - Passione eterna (West Record, WLP 101)
- 1973 - Volume primo (Hello, ZSEL 55404)
- 1973 - Volume secondo (Hello, ZSEL 55405)
- 1973 - Madonna verde (Storm, BR 002)
- 1973 - Tribunale (Storm, BR 004)
- 1973 - Canzoni 'nziste (Ri-Fi Record, ST 19154)
- 1973 - Napoli amara - Mario Merola - Pino Mauro (Ri-Fi Record, REL ST 19160)
- 1975 - Classiche napoletane Vol. 5 - Merola canta E.A. Mario (Hello, ZSEL 55410)
- 1975 - Classiche napoletane Vol. 6 - Merola canta Libero Bovio (Hello, ZSEL 55411)
- 1975 - Mario Merola e Pino Mauro Mario Merola - Pino Mauro (Hello, ZSEL 55413)
- 1975 - 5 sceneggiate cantate da Mario Merola (Hello, ZSEL 55436)
- 1975 - Vol. 5° (Hello, ZSEL 55441)
- 1975 - Eternamente tua (Storm, TM 55402)
- 1976 - Volume quarto (Zeus, ZSV BS 3022)
- 1976 - Zappatore (Sirio, LP 00214)
- 1977 - Legge d'onore (Lineavis, LV 3376)
- 1977 - Licenza 'e carcerato (Storm, ZSLTM 55453)
- 1978 - Canta Napoli (Joker - International Joker Production, SM 4179)
- 1978 - 6 sceneggiate (Storm, TM 55474)
- 1979 - Si chesta e' 'a legge - Vol. 9° (RCA Records, ZSL TM 55461)
- 1980 - Zappatore sceneggiata (Hello, ZSEL 55466)
- 1980 - 'A dolce vita (Lineavis, LV 3302)
- 1981 - Chiamate Napoli 081 (Storm)
- 1982 - Carcerato (Storm, TM 55474)
- 1982 - 'O rre da sceneggiata (Storm, TM 55477)

### 45 rpm
- 1962 - Malufiglio/L'urdemo avvertimento (Deafon, CT 001)
- 1962 - Scugnezziello/'O primmo giuramento (Deafon, CT 004)
- 1963 - So' nnato carcerato/Quatt'anne ammore (Phonotris, CS 5001)
- 1963 - Femmena nera/L'ultima buscia (Phonotris, CS 5002)
- 1963 - Dicite all'avvocato/Nun ce sarrà dimane (Phonotris, CS 5007)
- 1963 - Quatto mura/Gelusia d'ammore (Phonotris, CS 5008)
- 1963 - Se cagnata 'a scena/Amici (Phonotris, CS 5009)
- 1963 - 'O primmo giuramento/Scugnezziello (Phonotris, CS 5010)
- 1963 - L'urdemo bicchiere/Velo niro (Phonotris, CS 5019)
- 1963 - Tu me lasse/Malommo (Phonotris, CS 5020)
- 1964 - Malommo/Tu me lasse (Zeus, BE 117)
- 1964 - 'A fede (l'urdemo bicchiere)/Velo niro (Zeus, BE 118)
- 1964 - Canciello 'e cunvento/Dduje sciure arancio (Zeus, BE 121)
- 1964 - Rosa 'nfamità/Nu poco 'e tutte cose (Zeus, BE 125)
- 1964 - Doce è 'o silenzio/'Mbrellino 'e seta (Zeus, BE 126)
- 1964 - Suonno 'e cancelle/Ddoje vote carcerato (Zeus, BE 132)
- 1964 - 'O zampugnaro/Acale 'e scelle (Zeus, BE 133)
- 1964 - Te chiammavo Maria/Schiavo senza catene (Zeus, BE 134)
- 1964 - 'A sciurara/Se ne ghiuta (Zeus, BE 137)
- 1965 - Tu stasera sì Pusilleco/T'aspetto a maggio (Zeus, BE 144)
- 1965 - Legge d'onore/Parola d'onore (Zeus, BE 148)
- 1966 - 'Nu capriccio/'A prucessione (Zeus, BE 178)
- 1966 - L'ultima 'nfamità/Carmela Spina (Zeus, BE 179)
- 1966 - Canzona marinaresca/'Nu capriccio (Zeus, BE 180)
- 1966 - Scetate/'O zampugnaro (Zeus, BE 181)
- 1966 - Core furastiero/Carmela Spina (Zeus, BE 182)
- 1966 - Pusilleco addiruso/L'ultima 'nfamità (Zeus, BE 183)
- 1966 - 'O mare 'e Margellina/Surdate (Zeus, BE 184)
- 1966 - Canzona marinaresca/Pusilleco addiruso (Zeus, BE 185)
- 1966 - Femmene e tammorre/Dipende a te (Zeus, BE 188)
- 1966 - Ciento catene/Tengo a mamma ca m'aspetta (Zeus, BE 189)
- 1966 - E bonanotte 'a sposa/Mamma schiavona (Zeus, BE 195)
- 1966 - 'A voce 'e mamma/Surriento de 'nnammurate (Zeus, BE 196)
- 1967 - 'A bandiera/Senza guapparia (Zeus, BE 199)
- 1967 - Allegretto...ma non troppo/'E vvarchetelle (Zeus, BE 203)
- 1967 - Freva 'e gelusia/N'ata passione (Zeus, BE 204)
- 1967 - 'E quatte vie/Luna dispettosa (Zeus, BE 207)
- 1967 - Dal Vesuvio con amore/Fantasia (Zeus, BE 212)
- 1968 - Ammanettato/Mamma schiavona (Zeus, BE 221)
- 1968 - Malaspina/Bonanotte 'a sposa (Zeus, BE 222)
- 1968 - Comm' 'a 'nu sciummo/Malasera (Zeus, BE 224)
- 1968 - Cchiù forte 'e me/Uocchie 'e mare (Zeus, BE 225)
- 1969 - Ciente appuntamente/Capricciusella (Hello, HR 9019)
- 1969 - Abbracciame/Mare...! Mare...! (Hello, HR 9020)
- 1969 - 'O Milurdino/Signora 'nfamità (Hello, HR 9022)
- 1970 - 'Na santa guapparia/Miracolo d'ammore (Hello, HR 9023)
- 1970 - Nnammurato 'e te!/'O giurnale (Hello, HR 9025)
- 1970 - Chitarra rossa/Salutammela (Hello, HR 9027)
- 1970 - L'Urdema Carta/Chella d"o terzo piano (Hello, HR 9034)
- 1970 - Eternamente tua/Chi s'annammora 'e te (Edibi, EDF 111000)
- 1971 - 'A camorra/Amico, permettete! (Hello, HR 9041)
- 1971 - Stella nera/Cielo e mare (Hello, HR 9056)
- 1971 - Via nova/Ddoje serenate (Hello, HR 9069)
- 1971 - Chitarra Tragica/A Montevergine (Hello, HR 9070)
- 1972 - 'O Festino/'A Legge (Hello, HR 9079)
- 1972 - Lacreme Napulitane/Tatonno se nne va (Hello, HR 9082)
- 1972 - Mamma addò stà/Chiove (Hello, HR 9085)
- 1972 - 'A bravura/'A congiura (Hello, HR 9101)
- 1972 - Passione eterna/'A dolce vita (Arlecchino, ARL 3001)
- 1973 - Madonna verde/N'ata passione (Storm, SR 703)
- 1973 - Busciarda amata/Cantata paesana (Storm, SR 704)
- 1973 - Duorme mammà/Fore 'o chalet (Storm, SR 705)
- 1973 - S'e' ammaturata a nespola/'A corsa tris (Storm, SR 706)
- 1974 - Mafia e camorra/'O pregiudicato (Storm, SR 712)
- 1974 - Eternamente tua/Chi s'annammora 'e te (Storm, SR 713)
- 1975 - Inferno d'ammore/Vagabondo d'o mare (Edibi, ZEDB 50238)
- 1976 - E tu chi sì?.../Russo Gennaro (Storm, ZTM 50495)
- 1981 - Ave Maria/Napoli canta Napoli (Storm, ZTM 50507)

### CD
- 1973 - Mario Merola e Giulietta Sacco (Zeus Record)
- 1975 - 'O Clan de napulitane
- 1978 - Mario Merola canta Libero Bovio
- 1979 - Ave Maria (D.V. More Record)
- 1980 - Zappatore (D.V. More Record)
- 1985 - Passione eterna (Video Sound Market, CD 730)
- 1989 - 'O mare 'e margellina (Zeus Record, ZS 0052)
- 1990 - Cuore di Napoli (D.V. More Record)
- 1993 - 'A sciurara (Zeus Record, ZS 0222)
- 1993 - Quattro mura (Alpha Records, CD AR 7052)
- 1994 - Trasmette Napoli (Mea Sound, SIAE CD 303)
- 1994 - Una vecchia canzone italiana (con il gruppo Squadra Italia) (Pravo Music)
- 1994 - Tangentopoli (Mea Sound, MEA CD 351)
- 1997 - Chiamate Napoli... 081 (D.V. More Record)
- 1997 - 'E figlie... (D.V. More Record)
- 1997 - Lacrime napulitane (D.V. More Record)
- 1997 - Carcerato (D.V. More Record)
- 1997 - Guapparia (D.V. More Record)
- 1998 - Malommo (Replay)
- 2000 - Guaglione 'e malavita - Mario Merola e Pino Mauro
- 2001 - Malavicina (Mea Sound, MEACD 112)
- 2004 - Auguri vita mia (Mea Sound)
- 2004 - Mario Merola 40-45-70 (D.V. More Record) (live)
- 2005 - Merola insieme (con il figlio Francesco) (Mea Sound) (live)
- 2005 - Gelosia (D.V. More Record)
- 2005 - Dicite all'avvocato

### Colecciones
- 1988 - Ciao paisà (D.V. More Record)
- 1990 - 14 successi (Duck Records)
- 1991 - Tutto Merola vol. 1 (Bideri)
- 1991 - Tutto Merola vol. 2 (Bideri)
- 1999 - Melodie napoletane (D.V. More Record)
- 2000 - Tutto Merola vol.1/I grandi classici (Bideri)
- 2000 - Tutto Merola vol.2/I grandi successi (Bideri)
- 2001 - Quattro mura (Fonotil)
- 2002 - Disco d'oro vol. 1 (D.V. More Record, MRCD 4269)
- 2002 - Disco d'oro vol. 2 (D.V. More Record, MRCD 4270)
- 2002 - Da Napoli con amore (D.V. More Record)
- 2003 - Malommo (Replay Music)
- 2003 - Napoli - Antologia della canzone napoletana (Retro Gold)
- 2003 - Monografie napoletane vol. 7 Mario Merola (Duck Records, GRCD-E 6365)
- 2003 - Monografie napoletane vol. 8 Mario Merola (Duck Records, GRCD-E 6366)
- 2003 - Monografie napoletane vol. 9 Mario Merola (Duck Records, GRCD-E 6367)
- 2003 - Cuore di Napoli (D.V. More Record)
- 2004 - Chella de rrose (D.V. More Record)
- 2004 - Mario Merola contiene medley (D.V. More Record)
- 2004 - Cient'anne (D.V. More Record)
- 2004 - Mario Merola - Storia della canzone napoletana (Retro Gold)
- 2004 - Mario Merola canta Napoli (Joker)
- 2005 - I protagonisti vol. 2 (D.V. More Record)
- 2005 - 'A peggio offesa sta 'ncoppa all'onore (Nuova Canaria)
- 2005 - Bella Napoli vol. 2 (D.V. More Record)
- 2005 - Numero 1 (D.V. More Record)
- 2005 - Cinematografo (MR. Music)
- 2005 - I miei festival di Napoli (Cristiani Music Italy)
- 2005 - Napoli ieri e oggi (D.V. More Record)
- 2005 - 'A Fede (D.V. More Record)
- 2005 - Disco oro (MR Music)
- 2005 - Due in uno: La sceneggiata Mario Merola & Nino D'Angelo (Nuova Canaria)
- 2005 - Napoli (D.V. More Record)
- 2005 - A città 'e Pulecenella - Tangentopoli (MR Music)
- 2005 - Collezione (Disco Più)
- 2005 - Quatt'anne ammore (D.V. More Record)
- 2005 - O'Rre da sceneggiata (MR Music)
- 2005 - Napule ca se ne va (MR Music)
- 2005 - Mario Merola the classic collection (Azzurra Music)
- 2006 - Carosello napoletano (MR Music)
- 2006 - Giuramento (Duck Record)
- 2006 - Napoli prima e dopo 45 successi - Mario Merola, Nino D'Angelo, Gigi D'Alessio (D.V. More Record)
- 2006 - I grandi successi (Music Time)
- 2006 - Bar Napoli (Mediane)
- 2007 - Core 'e Napule Mario Merola & Nino D'Angelo (Saar Srl, Cd 8525)
- 2007 - Antologia sonora della canzone napoletana - cofanetto 2 (Phonotype, SFN3 2072)
- 2007 - Antologia sonora della canzone napoletana - cofanetto 3 (Phonotype, SFN3 2073)
- 2007 - Antologia sonora della canzone napoletana - cofanetto 4 (Phonotype, SFN3 2074)
- 2007 - Antologia sonora della canzone napoletana - cofanetto 5 (Phonotype, SFN3 2075)
- 2007 - Antologia sonora della canzone napoletana - cofanetto 7 (Phonotype, SFN3 2077)
- 2007 - Antologia sonora della canzone napoletana - cofanetto 8 (Phonotype, SFN3 2078)
- 2007 - Antologia sonora della canzone napoletana - cofanetto 9 (Phonotype, SFN3 2079)
- 2007 - Antologia sonora della canzone napoletana - cofanetto 13 (Phonotype, SFN3 2083)
- 2007 - Antologia sonora della canzone napoletana - cofanetto 14 (Phonotype, SFN3 2084)
- 2007 - Antologia sonora della canzone napoletana - cofanetto 15 (Phonotype, SFN3 2085)
- 2008 - 'A collezione 1 - 'O mare 'e margellina (Zeus Record, ZS 0052)
- 2008 - 'A collezione 2 - 'A sciurara (Zeus Record, ZS 0222)
- 2008 - 'A collezione 3 - Malommo (Zeus Record, ZS 2062)
- 2008 - 'A collezione 4 - Surriento de nnammurate (Zeus Record, ZS 2112)
- 2008 - 'A collezione 5 - Fantasia (Zeus Record, ZS 2122)
- 2008 - 'A collezione 6 - Comma 'nu sciummo (Zeus Record, ZS 2132)
- 2008 - Gli Indimenticabili vol. 2 Mario Merola (Nuova Canaria)
- 2008 - Malu Figlio - Mario Merola & Pino Marchese (Nuova Canaria)
- 2008 - Amori e tradimenti (Nuova Canaria)
- 2008 - So' nnato carcerato (Nuova Canaria)
- 2009 - La tradizione. La sceneggiata (Lucky Planets)
- 2009 - I miei successi (Zeus Record)
- 2010 - Canta Napoli 10 (Joker)
- 2010 - Il meglio di Mario Merola (Joker)
- 2010 - Senza guapparia (Fonotil)
- 2010 - Cinematografo (Phonotype, CD 0240)
- 2011 - Viva Napoli vol. 3 (Phonotype, CD 0035)
- 2013 - Le sceneggiate di Mario Merola (Replay Music)

### Sencillos
- 1992 - Cient'Anne (con Gigi D'Alessio)
- 1992 - Futtetènne (con Cristiano Malgioglio)
- 2001 - Ll'urdemo emigrante (con Francesco Merola)
- 2002 - Si tu papà (con Cinzia Oscar)
- 2002 - Mamma de vicule (con Giovanna De Sio)
- 2004 - Get another rum (con I Corleone)
- 2004 - E' figli 'e Napule (con Antonio Ottaiano)
- 2005 - Cu' mme (con Rita Siani)

## Filmografía

### Cinema
- Sgarro alla camorra (1973)
- L'ultimo guappo (1978)
- Napoli... serenata calibro 9 (1979)
- Il mammasantissima (1979)
- Napoli... la camorra sfida e la città risponde (1979)
- I contrabbandieri di Santa Lucia (1979)
- Da Corleone a Brooklyn (1979)
- Sbirro, la tua legge è lenta... la mia no! (1979)
- Zappatore (1980)
- La tua vita per mio figlio (1980)
- Carcerato (1981)
- Lacrime napulitane (1981)
- Napoli, Palermo, New York, il triangolo della camorra (1981)
- I figli... so' pezzi 'e core (1982)
- Tradimento (1982)
- Giuramento (1982)
- Guapparia (1984)
- Torna (1984)
- Cient'anne (1999)
- Sud Side Stori (2000)
- Totò Sapore e la magica storia della pizza voice de Vincenzone (2003)
- Come inguaiammo il cinema italiano - La vera storia di Franco e Ciccio, Documentario (2004)

### TV
- Un uomo da ridere, miniserie TV (1980)
- Corsia preferenziale, film TV (1995)
- Un posto al sole, serie TV (1996)

### Especial
- Mario Merola 40-45-70 (2004)
- Merola Day (2004)